# Rezoluce Rady bezpečnosti OSN č. 4
Rezoluce Rady bezpečnosti OSN č. 4 byla přijata na zasedání 29. dubna 1946. Rada bezpečnosti OSN v ní odsoudila Frankův režim ve Španělsku a vytvořila podvýbor, který měl rozhodnout zda jeho vláda vede k mezinárodnímu napětí, a pokud ano, co by s tím měla OSN udělat.
Rezoluce byla schválena 10 hlasy, zástupce Sovětského svazu byl nepřítomen.